# Relations entre l'Azerbaïdjan et Israël
Les relations entre l'Azerbaïdjan et Israël débutent officiellement en 1992 lors de la création de l’Azerbaïdjan, issu de l'effondrement de l'URSS, et se sont développées continuellement depuis, et sont aujourd'hui positives. Les coopérations entre les deux pays sont d'ordre économique et énergétique. On suspecte par ailleurs une coopération dans le domaine de la défense et de la sécurité, si on se réfère au câble diplomatique américain fuité sur WikiLeaks, estimant que « neuf dixièmes [des relations] sont sous la surface ».
L’Azerbaïdjan est avec la Turquie, la Jordanie, l'Égypte l'un des quelques pays à majorité musulmane entretenant des relations bilatérales avec Israël. Selon le journal libanais L'Orient le Jour, Jérusalem nourrit certainement avec Bakou sa relation la plus solide avec un pays musulman.

## Historique
Les relations entre l'Azerbaïdjan et Israël débutent officiellement en 1992 lors de la création de l’Azerbaïdjan.
L’Azerbaïdjan était alors en quête d'un avantage militaire contre son voisin arménien dans le conflit qui les oppose sur le territoire disputé du Haut-Karabakh. Tandis qu'Israël voyait une occasion de mettre en œuvre sa « diplomatie de la périphérie », censée lui permettre de surmonter l’encerclement par des pays arabo-musulmans hostiles en nouant des liens avec le « deuxième cercle » comprenant des États musulmans non arabes.
Depuis le début des années 2000, Israël et l’Azerbaïdjan par un partenariat stratégique. Depuis le début des années 2010, l’Azerbaïdjan mise aussi sur cette relation pour se préserver de l'influence de l'Iran, dont les ambitions expansionnistes vers ses voisins chiites inquiètent Bakou. L’Azerbaïdjan est considéré par Téhéran comme une arrière-cour israélienne contre l’Iran.

## Commerce
La coopération économique entre Israël et l’Azerbaïdjan est en constante augmentation depuis les années 1990. C'est à cette époque que l'économie azérie a été déréglementée et libéralisée, offrant l'opportunité aux entreprises israéliennes de s'implanter.
De nombreuses compagnies israéliennes ont investi dans le pays, notamment le groupe Bezeq, opérant dans le secteur des télécommunications, qui s'est emparé du marché national de la téléphonie en 1994. Son activité se poursuit aujourd'hui par l’installation d'infrastructures téléphoniques. Autre exemple, la coentreprise Bakcell a été créée par l'association du ministère de la communication azéri et GTIB, développant ainsi le premier réseau de téléphonie mobile en 1994. La coopération économique s'est également tissée rapidement dans le domaine énergétique, notamment dans le secteur pétrolier avec l'arrivée d'entreprises israéliennes de pointe.
Entre 2000 et 2005, Israël est passé de la 10e à la 5e place dans les principaux partenaires économiques. Réciproquement, selon certaines statistiques de l'ONU, les exportations vers Israël sont passées de 2 à 323 millions de dollars, entre 1997 et 2004. Ces chiffres s'expliquent en partie par l'augmentation du cours du pétrole, dont Israël se fournit à près de 20% chez son partenaire.

## Énergie
Dans un discours prononcé en 2007, l'ambassadeur israélien en Azerbaïdjan décrivait le marché énergétique entre les deux nations comme étant continu. Il notait que l'inauguration de l'oléoduc Bakou-Tbilissi-Ceyhan en 2006 témoignait du fait qu’Israël était un grand client de l'Azerbaïdjan, et que cela lui conférait un rôle clé de dans l'économie azérie.
En 2018, Israël importait 40 % de son gaz d'Azerbaïdjan. L’Azerbaïdjan fournit à Israël l’équivalent des deux tiers de sa consommation de pétrole. Celui-ci est transporté via des pipelines jusqu’en Turquie, puis par navires en Israël.
En 2022, dans un contexte de crise énergétique mondiale, le ministre des finances Avigdor Liberman s’est rendu en Azerbaïdjan pour accroître les importations d’hydrocarbures.

## Relations militaires
À la suite d'une entrevue en octobre 2011 avec l'ambassadeur Eitan Naeh, le président azéri Heydar Aliyev laissait entendre que les deux États avaient une position identique dans la lutte contre le terrorisme international. Les services israéliens apportent leur aide pour la collecte de renseignement d'origine humaine sur les mouvances extrémistes, dont certains, comme le Hizb ut-Tahrir souhaitent la destruction de l’État hébreu. Ce groupe a vu plusieurs de ses membres arrêtés grâce à la collaboration des deux États. En 2008, un attentat à la bombe ciblant l'ambassade israélienne à Bakou a été évité.
En 2012, les deux pays ont conclu un contrat de vente par Israël de drones Krunk-25 et de systèmes antimissiles pour 1,2 milliard de dollars US.

L’Azerbaïdjan est par ailleurs devenu le pays d’accueil d’équipements permettant une surveillance de l’Iran. En février 2012, l'Iran reproche à l'Azerbaïdjan d'abriter ou de soutenir des activités anti-iraniennes menées par l'État hébreu via le Mossad. Quelques semaines plus tard, les autorités azerbaïdjanaises ont arrêté 22 personnes suspectées d'être à l'origine d'actions visant des cibles américaines et israéliennes sur son sol.

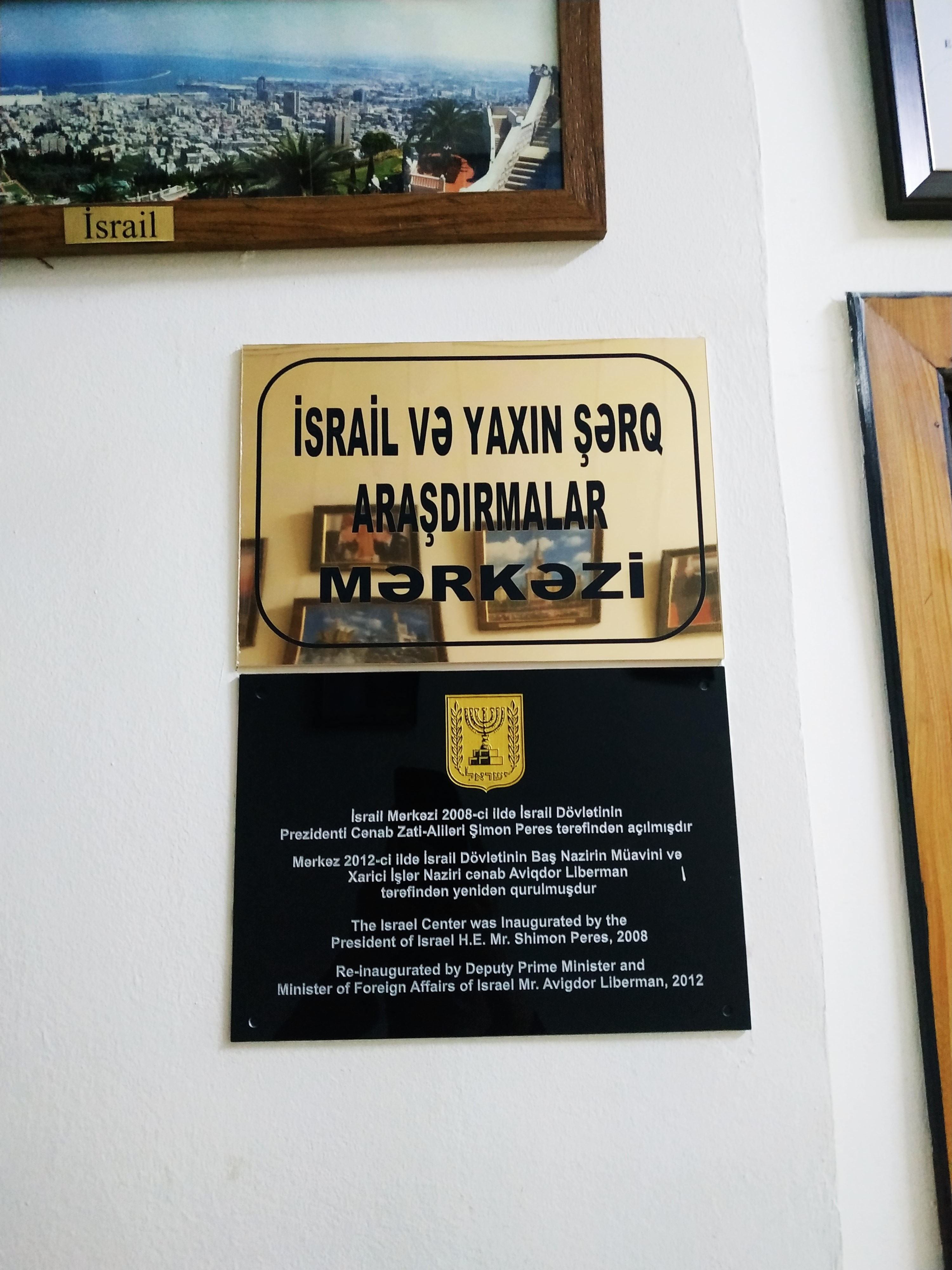
Le centre d'Israël

En 2013, on suspecte Israël d'avoir passé un accord ultra-secret avec son partenaire pour l'utilisation de certaines installations aériennes d'origine soviétique pour frapper les installations nucléaires iraniennes, ou pour en revenir.
Israël est le premier fournisseur d'armes à l’Azerbaïdjan pour la période 2015-2020. Le dirigeant azéri, Ilham Aliyev, annonce en 2016 l'achat pour 4,85 milliards de dollars de matériel militaire à Tel-Aviv. Selon l’Institut international de recherche sur la paix de Stockholm, environ 60 % des importations de défense de l’Azerbaïdjan de 2015 à 2019 provenaient d'Israël, un volume passé à près de 70 % à 2022. En mai 2022, des rapports ont fait état de l’achat par Bakou de batteries de défense antimissile du « Dôme de fer ».
Lors de la guerre contre l’Arménie en 2020, l’armée azérie utilise des drones d’attaque israéliens. Des « drones kamikazes » Harop chargés d’explosifs vont même s’écraser directement sur les Arméniens.
En octobre 2022, le ministre israélien de la défense Benny Gantz se rend à Bakou où il s’entretient avec les dirigeants azéris des moyens de renforcer la coopération stratégique.

## Relations économiques
En juillet 2021, une mission commerciale de l'Azerbaïdjan a été ouverte à Tel Aviv, dans le cadre de la visite du ministre de l'Économie de l'Azerbaïdjan Mikayil Jabbarov en Israël.

## Centre de recherche d'Israël
En 2008, le centre d'Israël a été inauguré par le président d'Israël M. Shimon Peres à l'Université des langues d'Azerbaïdjan et réinauguré par le vice-Premier ministre et ministre des Affaires étrangères d'Israël, M. Avigdor Liberman en 2012.

## Immigration juive vers Israël
En 2022, à la suite de l’invasion de l'Ukraine par la Russie, Israël a adopté un plan d’urgence visant l’accueil de juifs fuyant la Russie qui transiteraient par des pays frontaliers comme la Finlande, mais aussi l’Azerbaïdjan ; ce plan implique la création de centres d’hébergement transitoires.